# 木星冲日
木星冲日是指木星、地球和太阳几乎排列成一线，地球位于太阳与木星之间。此时木星被太阳照亮的一面完全朝向地球，所以明亮而易于观察。木星相邻两次冲日的时间间隔约为400天，最近一次出现在2012年12月3日。2015年2月7日，将发生一次木星冲日。